# 천두링
천두링(중국어 간체자: 陈都灵, 정체자: 陳都靈, 병음: Chén Dūlíng, 한자음: 진도령, 1993년 10월 18일~)은 중화인민공화국의 배우이다. 푸젠성 샤먼시에서 태어났으며 난징 항공 항천 대학을 졸업했다.

## 출연 작품

### 방송
- 구혼대작전

### 영화
- 새해전야 (2019년) - 야오린 역
- 나미야 잡화점의 기적: 또 하나의 이야기 (2017년)
- 쌍생 (2016년)
- 좌이 (2015년)